# Florilegus affinis
Florilegus affinis är en biart som beskrevs av Urban 1970. Florilegus affinis ingår i släktet Florilegus och familjen långtungebin. Inga underarter finns listade i Catalogue of Life.